# Aspis
Pour les articles homonymes, voir Aspis.
 (septembre 2021).
Si vous disposez d'ouvrages ou d'articles de référence ou si vous connaissez des sites web de qualité traitant du thème abordé ici, merci de compléter l'article en donnant les références utiles à sa vérifiabilité et en les liant à la section « Notes et références ».

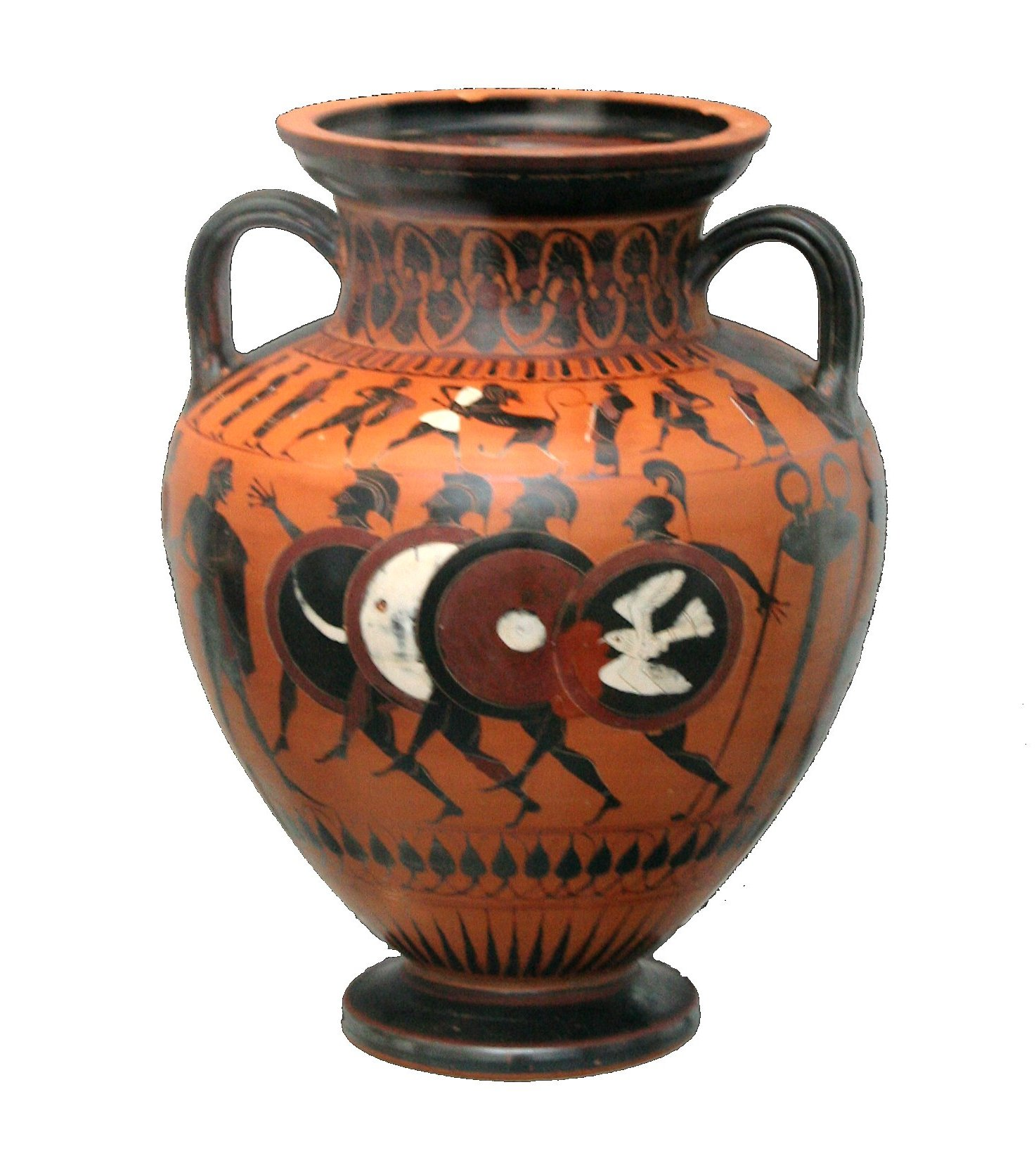
Hoplites équipé d'un aspis,

L’aspis  (en grec ancien ἀσπίς / aspís, fém., « bouclier ») est une arme défensive utilisée dans le monde grec durant l'Antiquité par l'infanterie et la cavalerie. Il connaît de nombreuses évolutions de matériau, de forme et de moyen de préhension, s'adaptant aux nouvelles armes offensives ayant un meilleur pouvoir de pénétration, aux techniques de fabrication et aux divers types de formations de combat pratiquées par les combattants. On parle communément d'hoplon pour celui de l'hoplite.

## Époque minoenne (IIemillénaireav. J.-C.)

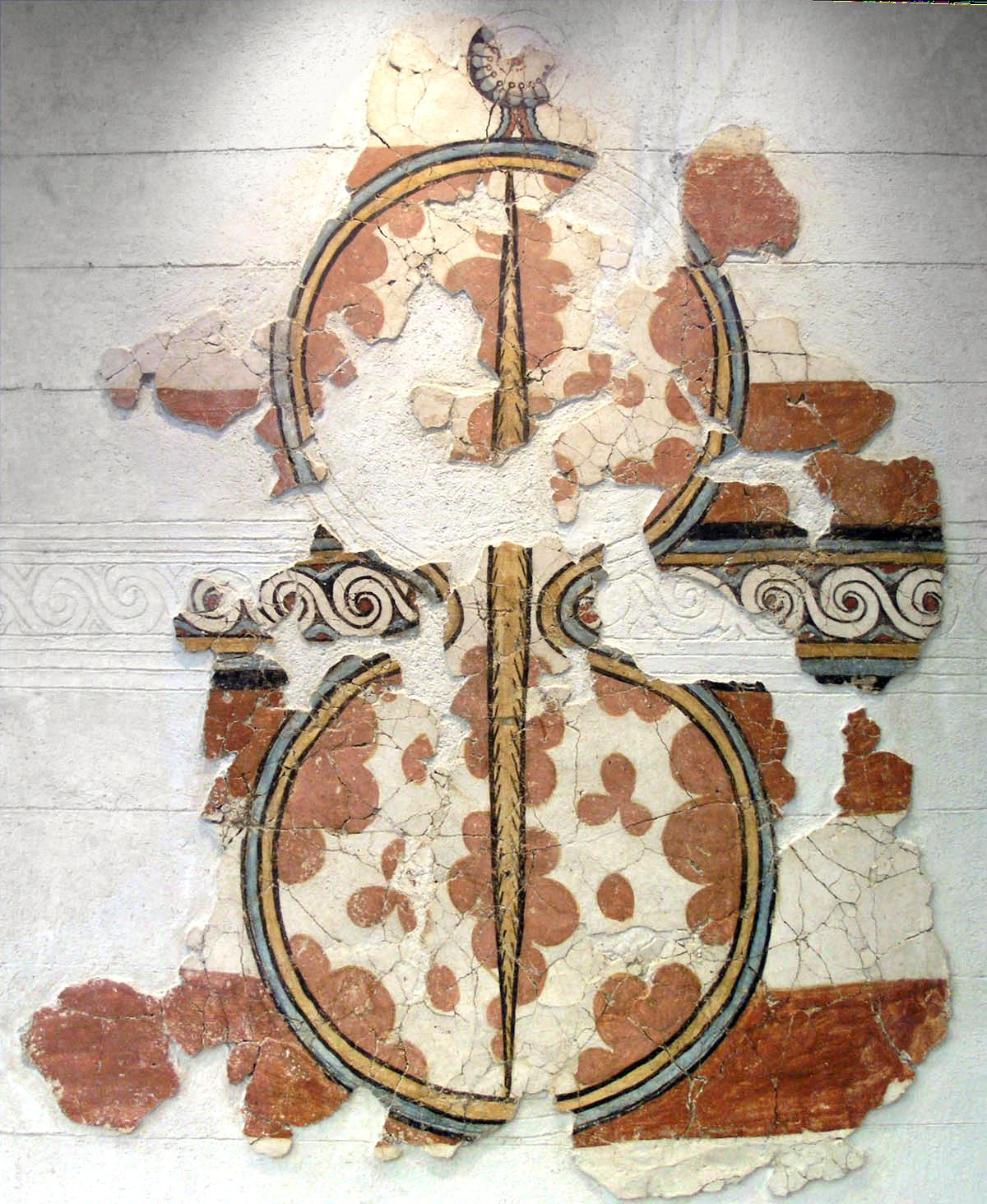
Représentation d'un aspis en forme de 8 sur une fresque à Mycènes.

L'aspis en forme de 8 est réalisée en matériaux périssables, formée d'une armature en bois bombée en deux lobes superposés lui conférant vaguement une forme de 8 sur laquelle sont cousues des peaux de bœufs. Le cuir tendu et séché a en effet la propriété d'être très résistant à la pénétration des flèches, voire à celle des lances. L'aspis est suspendue à l'épaule par le télamon, une lanière de cuir, qui laisse les deux mains du combattant libres. Placé devant lui durant l'affrontement, le bouclier est rejeté sur l'épaule lors des déplacements de la troupe ou en cas de fuite.

## Époque mycénienne (deuxième moitié duIIemillénaireav. J.-C.)
Outre l'aspis en forme de 8, toujours utilisée, un autre bouclier, réalisé à partir des mêmes matériaux, fait son apparition. Cette « aspis-tour » est une arme de grande dimension, pratiquement de la hauteur d'un homme, de forme rectangulaire, arrondi sur sa partie supérieure et bombé suivant une ligne verticale. Il est lui aussi tendu de peaux de bœuf (jusqu'à sept épaisseurs), qui sont cousues à une armature de bois, parfois additionnée d'une plaque de bronze. Il est soutenu au moyen du télamon.

## Siècles obscurs (XIIIe-VIIIesiècleav. J.-C.)
Vers 1200 av. J.-C., aux siècles obscurs, apparaît un bouclier arrondi sur sa partie supérieure et échancré au bas, plus petit que les modèles en 8 ou tour.

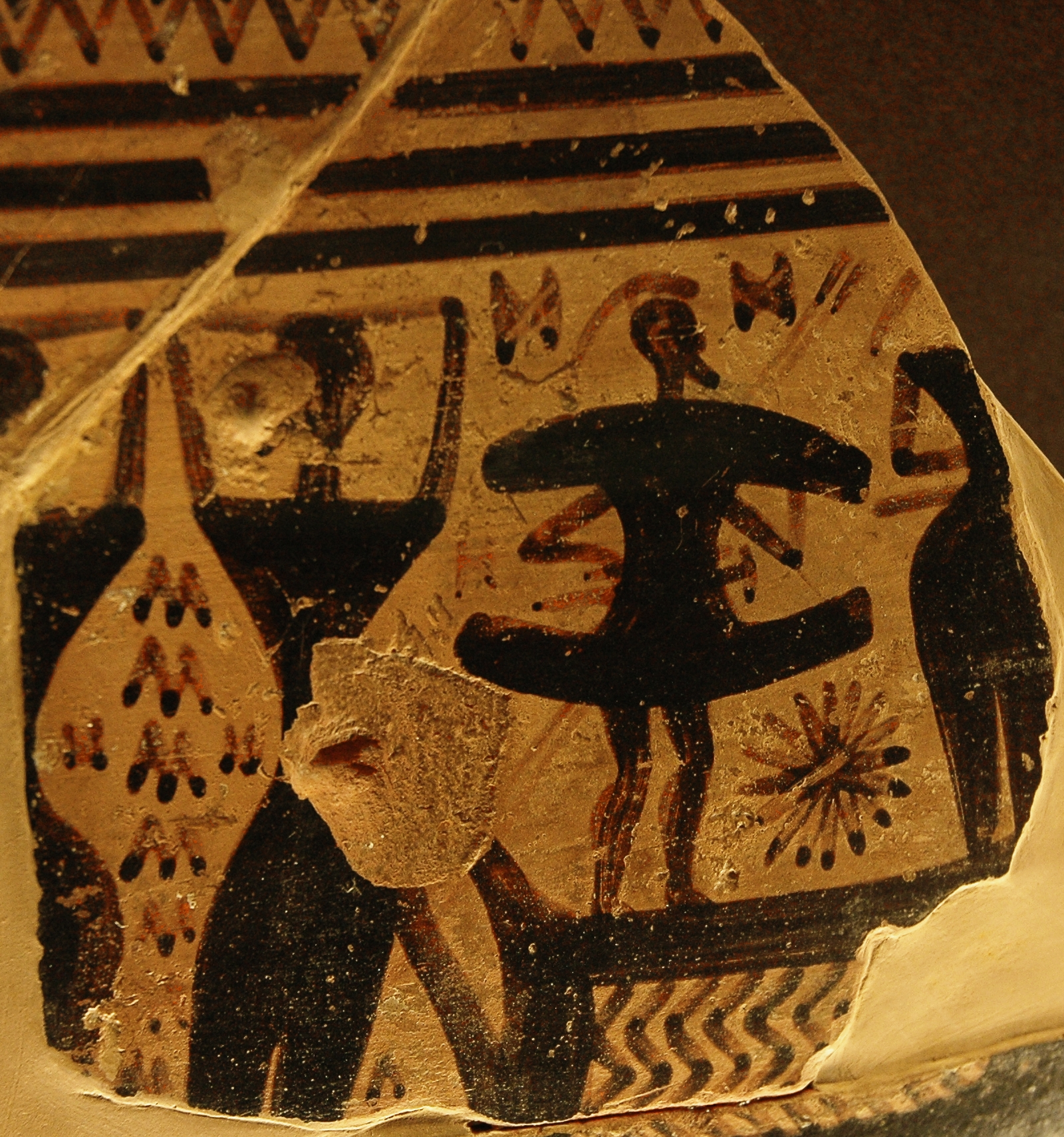
Représentation stylisée d'une aspis dotée d'échancrures sur les côtés, par le maître du Dipylon,

Le bouclier échancré est le modèle le plus répandu durant la période du IXe - VIIIe siècle av. J.-C. Toujours suspendu à l'épaule et fait de bois recouvert de peaux, il est de grande taille, arrondi dans ses parties supérieures et inférieures et présente deux échancrures de part et d'autre à mi-hauteur.

## Époques archaïque et classique (-)

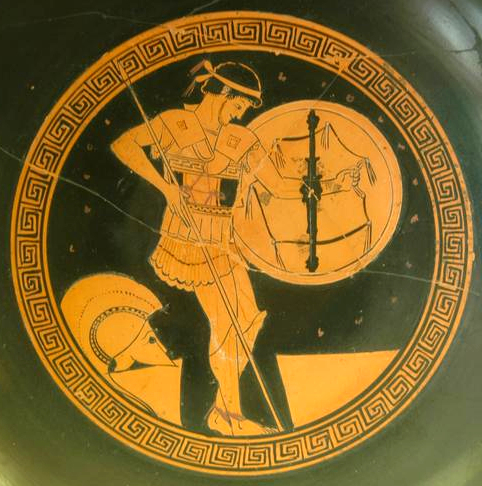
Hoplite avec un aspis koilè,

## Époques archaïque et classique (VIIIe-IVesiècleav. J.-C.)

### Aspiskoilèdes hoplites
L'aspis koilè (« bouclier creux ») de l'hoplite est communément appelée hoplon. Le terme d'hoplon signifie à l'origine « arme » mais désigne par extension le bouclier, arme par excellence de ce guerrier.
Apparaissant au VIIe siècle av. J.-C., l'aspis koilè est un bouclier rond de 90 centimètres à un mètre de diamètre, bombé et dont le système de préhension est révolutionnaire pour l'époque. Soutenu par l'ensemble de l'avant-bras, il permet un maintien ferme et un maniement aisé lors des combats. Il se compose d'une armature de bois recouverte par une plaque de bronze décorée d'un emblème (l'épisème) identifiant le combattant et la cité pour laquelle il lutte. Ces peintures peuvent représenter des animaux (serpent, oiseau, lion, etc.), des figures mythologiques (gorgone, centaure, pégase, etc.) ou une lettre (comme le « V » inversé représentant le « λ » (lambda) majuscule de Lacédémone (Sparte) entre autres). Cette face avant a aussi une fonction spirituelle, puisqu'elle est censée rejeter le mauvais sort sur l'ennemi. Au centre de la face interne du bouclier recouverte de cuir vient se fixer un brassard (porpax) façonné anatomiquement et parfois ouvragé dans lequel se glisse l'avant-bras. La poignée (antilabè) fixée près du bord est faite de cuir ou de corde. L'ensemble est complété par une cordelette qui court près du bord intérieur au travers d'œillets chevillés et qui sert à pendre le bouclier au repos. On trouve aussi parfois fixée sur sa partie inférieure une pièce de cuir à franges, elle aussi décorée, destinée à offrir une meilleure protection des cuisses.
D'un poids d'environ 8 kilogrammes, c'est une arme réservée à l'infanterie lourde qui est formée par les hoplites. Au moment de l'assaut de la phalange, l'aspis koilè, maintenue par le bras gauche replié devant le corps, protège son porteur entre le menton et le haut des jambes. Grâce à son système de préhension original, elle permet lors du choc d'appliquer une poussée pour tenter d'enfoncer les lignes adverses et permet dans la suite du combat une grande liberté de mouvement.

### Variante de l'aspiskoilè

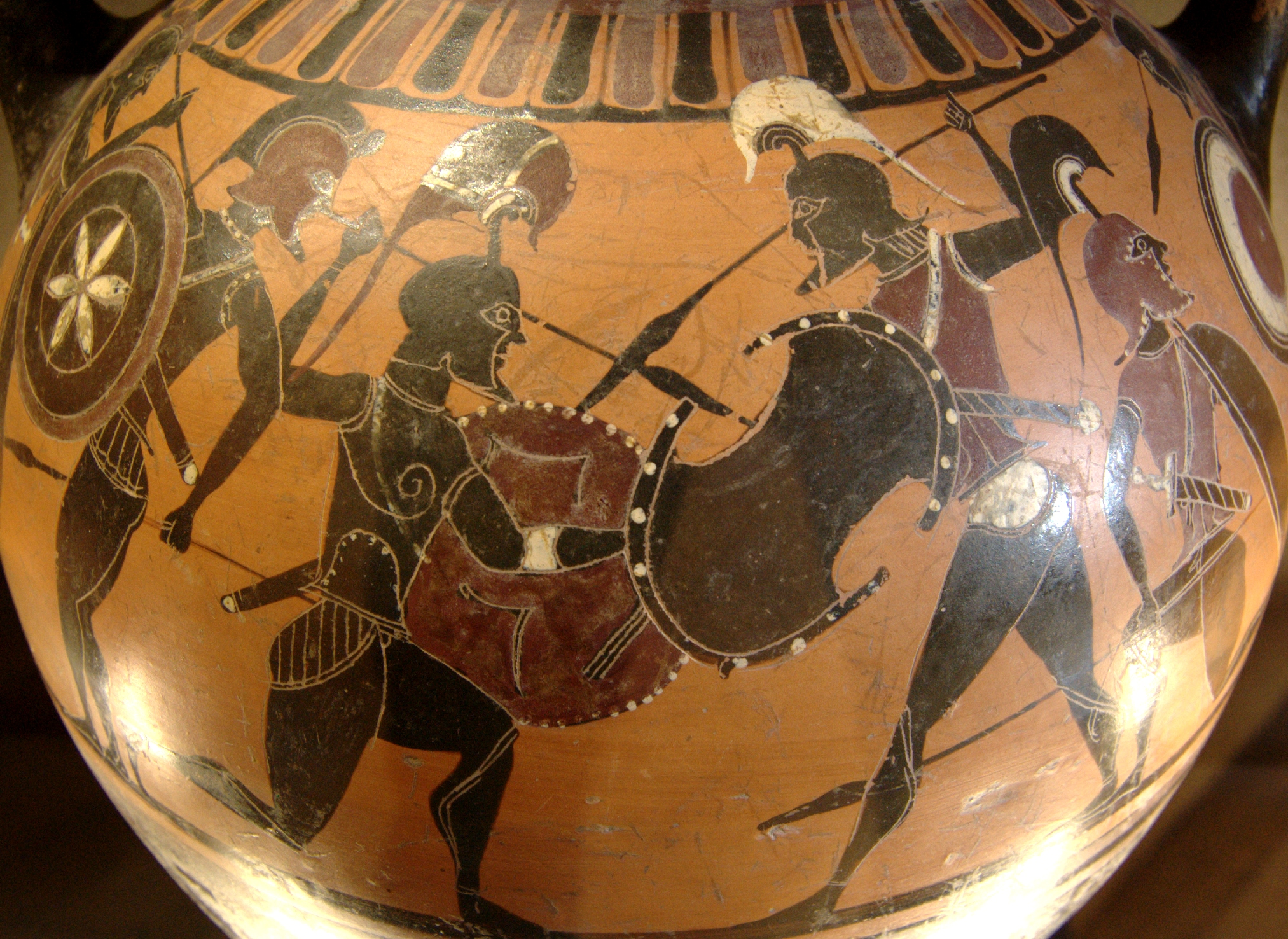
Détail d'amphore à figures noires du

Il existe plusieurs représentations (peintures sur vases, figurines) datant de cette époque d'un modèle modifié de l'aspis koilè, aux bords latéraux échancrés, mais dont on n'a encore retrouvé aucun exemplaire, car il était peut-être réalisé en matériaux périssables. Bien que cette supposition soit contredite par la représentation de l'amphore du peintre de Prométhée datant du milieu du VIe siècle av. J.-C., ces échancrures devaient pouvoir faciliter le passage de la lance entre les boucliers – la hampe étant coincée entre le corps et le coude droit collé à celui-ci lors de l'assaut – tout en permettant de garder serrés les rangs de combattants. Ce mode de combat, lors du choc de deux phalanges, serait bien différent de celui visible sur l'olpé Chigi, datant d'environ 650 av. J.-C., sur lequel les hoplites ont la lance levée, et pourrait représenter une évolution, préfigurant en cela le type de formation de la phalange macédonienne.

### Peltè
La peltè est un bouclier léger porté par les peltastes thraces, combattant d'infanterie légère. Elle a une forme de croissant (côté concave vers le haut) et est faite d'une armature de bois, souvent de l'osier, qui est recouverte d'une peau de chèvre ou de mouton. Comme l'aspis koilè, sa face externe porte un emblème, souvent un dessin géométrique mais qui peut aussi être plus figuratif (serpent, œil, croissant, etc.).